# Zákon o Sbírce zákonů a mezinárodních smluv
Zákon o Sbírce zákonů a mezinárodních smluv, plným názvem Zákon o Sbírce zákonů a mezinárodních smluv a o tvorbě právních předpisů vyhlašovaných ve Sbírce zákonů a mezinárodních smluv (zákon o Sbírce zákonů a mezinárodních smluv), byl přijat Parlamentem České republiky a vyhlášen ve Sbírce zákonů pod číslem 222/2016 Sb. Tento zákon upravuje tvorbu a vyhlašování zákonů a dalších právních předpisů ve Sbírce zákonů. Tímto zákonem je také zrušen dosavadní zákon o Sbírce zákonů a o Sbírce mezinárodních smluv č. 309/1999 Sb. Nový zákon měl původně nabýt účinnosti dnem 1. ledna 2020, nicméně jeho účinnost byla třikrát posunuta, nejprve na 1. ledna 2022, poté na 1. ledna 2023 a naposled na 1. ledna 2024.